# Herbord (Murrhardt)
Herbord, genannt Gütigott († 11. Juni 1473 in Murrhardt) war ein katholischer Priester, Benediktiner und Abt des Klosters St. Januarius in Murrhardt.

## Leben und Wirken

### Herkunft, Beiname und Abtwahl
Herbord entstammte aller Wahrscheinlichkeit nach dem niederadligen Geschlecht der Herren von Bönnigheim. Seinen Beinamen Gütigott erhielt er wohl schon zu Lebzeiten – auf jeden Fall aber aufgrund der von ihm häufig gebrauchten Redewendung „Botz Gütigott“.
Nachdem der Vorgänger als Abt des Murrhardter Klosters, Johannes von Leuzenbronn der Jüngere, zum Jahresende 1451 unter ungeklärten Umständen sein Amt niedergelegt hatte, wurde Herbord, vermutlich in den ersten Monaten des Jahres 1452 zum neuen Abt gewählt. Dabei setzte er sich letztendlich gegen einen kurz zuvor gewählten Gegenabt namens Volkhard durch, der nach 1454 auch keine urkundliche Erwähnung mehr erfährt.

### Erste Konflikte mit Württemberg
Schon zu Beginn seiner Amtsführung entwickelte sich das Verhältnis zur Schutzmacht des Klosters, den Grafen von Württemberg, die seit 1395 die Vogtei über das Kloster innehatten, sehr schlecht. Vermutlich stand Herbord den württembergischen Reformbemühungen ablehnend gegenüber, die für alle Klöster der Grafschaft eingeführt werden sollten. Graf Ulrich der Vielgeliebte unterstützte die Reformsynode des Benediktinerordens in Seligenstadt, die darauf abzielte, den württembergischen Klöstern dieses Ordens wieder die straffe Beachtung der religiösen Bräuche näherzubringen. Wahrscheinlich aus diesem Grund verzichtete Herbord auf die obligatorische Bestätigung seiner Wahl durch Graf Ulrich – ein Bruch mit jahrzehntelang geübten Gewohnheitsrecht und gewiss ein Affront gegenüber dem Landesherrn.
Vermutlich hoffte der Abt auch, in dem beginnenden Konflikt zwischen Graf Ulrich und Pfalzgraf Friedrich dem Siegreichen neutral bleiben zu können. Nur so lässt sich die Eile erklären, mit der Herbord die Gründungsprivilegien des Klosters Murrhardt bestätigen ließ – nicht wie üblich durch den kaiserlichen Hof, sondern 1456 durch seinen Amtsbruder, Abt Ehrenfried von Komburg. Jedoch verzichtete die Pfalz schon bald auf alle Ansprüche an der Murrhardter Vogtei; damit war die vollständige Oberherrschaft Württembergs über die Abtei wiederhergestellt. Erst jetzt sah sich Herbord genötigt, nachträglich die Bestätigung des Grafen von Württemberg zu seiner Abtswahl einzuholen.

### Kampf um die Reichsunmittelbarkeit

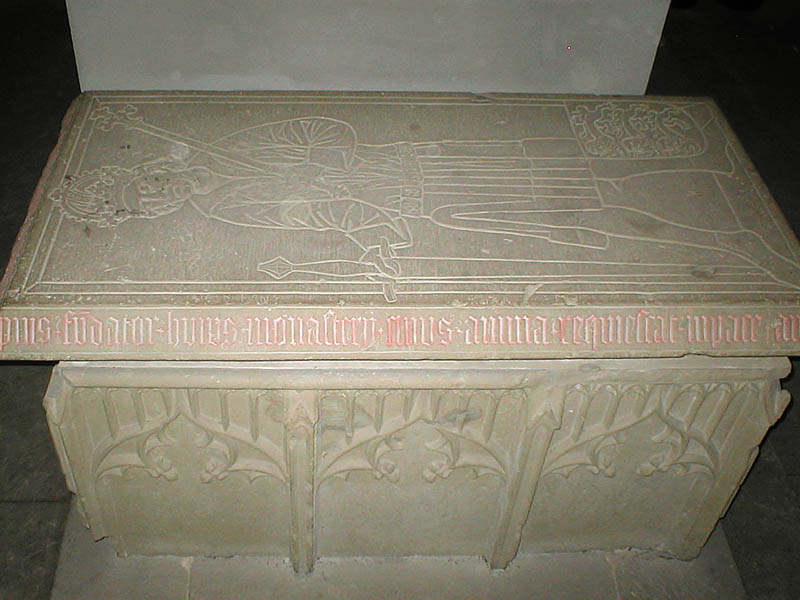
Kenotaph für Ludwig den Frommen in der Stadtkirche Murrhardt

Mit Beginn der sechziger Jahre des 15. Jahrhunderts geriet das Kloster Murrhardt in den Konflikt zwischen Württemberg und der Pfalz im Gefolge des Bayerischen Krieges. Aufgrund der württembergischen Schutz- und Schirmvogtei war die Abtei zu erheblichen Fronleistungen verpflichtet, die durch Geld, Material und Menschen für die Kriegszüge Ulrichs zu erbringen waren; alleine für die Belagerung des pfälzischen Klosters Maulbronn hatte Murrhardt 20 Fußknechte und 8 Pferde abzustellen. Durch die Gefangennahme Ulrichs des Vielgeliebten nach der Schlacht bei Seckenheim verschlimmerte sich die Belastung des Klosters enorm, da sich auch die Abtei mit einem Anteil an dem Lösegeld in Höhe von 100.000 Gulden für Ulrich beteiligen musste, einer für die damalige Zeit ungeheuren Summe.
In dieser Gemengelage wandte sich Abt Herbord an den kaiserlichen Hof, um dort für die Murrhardter Abtei den Status eines reichsunmittelbaren Klosters zu erreichen. Tatsächlich nahm Kaiser Friedrich III. Murrhardt in einer Urkunde vom 13. Oktober 1462 unter den Schutz des Reiches – jedoch nur für die Zeit der Gefangenschaft des Grafen Ulrich. Mit der Zahlung des Lösegeldes und der Rückkehr Ulrichs nach Württemberg war das Murrhardter Ringen um Unabhängigkeit von der württembergischen Herrschaft endgültig beendet.
Interessanterweise fällt die Entstehung des noch heute in der Murrhardter Stadtkirche befindlichen Kenotaphs für Ludwig den Frommen in die Zeit Herbords als Abt des Klosters Murrhardt – vermutlich in dem Bemühen, die Gründung des Klosters durch Ludwig als gewichtiges Argument in den Wunsch nach Reichsunmittelbarkeit einzubringen.

### Amtsenthebung und späte Jahre
Mit der Rückkehr des Grafen aus der Gefangenschaft im Jahr 1463 sah sich der Abt einem wachsenden Druck von württembergischer Seite ausgesetzt; sicherlich hatte Ulrich der Vielgeliebte die versuchte Subordination Herbords weder vergessen noch verziehen. Dem Grafen gelang es, um das Jahr 1465 im Klosterkonvent, wo Herbord, aufgrund zunehmender persönlicher Eigenarten auch in der Amtsführung, als Abt nicht unumstritten war, eine Württemberg freundlich gesinnte Fraktion aufzubauen, die dem Abt die Leitung des Klosters in den folgenden Jahren beinahe unmöglich machte. Diese Gruppierung um die späteren Murrhardter Äbte Wilhelm Egen und Johannes Schradin schreckte selbst davor nicht zurück, Herbord der dauerhaften Geistesschwäche zu bezichtigen; diese Bestrebungen blieben jedoch vorerst nicht von Erfolg gekrönt. Als offenkundig wurde, dass Herbord nicht freiwillig auf das Abtsamt verzichten würde, griff Ulrich direkt in die Belange der Murrhardter Klostergemeinschaft ein – Räte des Grafen erschienen im Frühjahr 1469 in der Abtei und enthoben den sich heftig sträubenden Abt wegen angeblicher Geisteskrankheit seines Amtes. Zu seinem Nachfolger bestimmte der Konvent den Mönch Wilhelm Egen. Dass es sich bei der angeblichen Geistesschwäche Herbords um eine reine Schutzbehauptung der württembergischen Seite handelte, macht der Umstand deutlich, dass Herbord noch in der Zeit der Jahreswende von 1446/1447 als Beauftragter des Papstes Paul II. die Statuten der Michaelskirche in Schwäbisch Hall überprüfte – zur vollsten Zufriedenheit des Heiligen Stuhls.
Nach seiner erzwungenen Absetzung lebte Herbord noch vier Jahre als einfacher Mönch im Kloster Murrhardt und starb dort am 11. Juni 1473. Begraben wurde er im südlichen Querschiff der Klosterkirche.

### Sonstiges
Der stark abgetretene Grabstein Herbords hat sich bis heute erhalten und befindet sich, wie wohl sein Grab, im südlichen Querschiff der heutigen Murrhardter Stadtkirche:

„Anno d(omi)ni mcccclxxiii / feria · sexta post · pentecostes · o(biit) · reverendus · p(ate)r et · d(omi)n(u)s · d(omi)n(u)s · herbo/rdus · abbas huius / + m[onasterii murhart] cuius anima [re]quiescat in pace“

„Im Jahr des Herrn 1473 am Freitag nach Pfingsten (11. Juni) starb der ehrwürdige Vater und Herr Herr Herbord, Abt dieses Klosters Murrhardt. Seine Seele ruhe in Frieden.“